# Baorangia
Baorangia is een geslacht van schimmels behorend tot de familie Boletaceae. Het komt voor in Oost-Azië, Noord-Amerika. De typesoort is Baorangia pseudocalopus.

## Soorten
Volgens Index Fungorum telt het geslacht zeven soorten (peildatum oktober 2023):
| Soortnaam               | Auteur(s)                             | Publicatiejaar |
| ----------------------- | ------------------------------------- | -------------- |
| Baorangia alexandri     | Svetash., Simonini & Vizzini          | 2018           |
| Baorangia bicolor       | (Kuntze) G. Wu, Halling & Zhu L. Yang | 2015           |
| Baorangia duplicatopora | N.K. Zeng, Xu Zhang & S. Jiang        | 2021           |
| Baorangia emileorum     | (Barbier) Vizzini, Simonini & Gelardi | 2015           |
| Baorangia major         | Raspé & Vadthanarat                   | 2019           |
| Baorangia pseudocalopus | (Hongo) G. Wu & Zhu L. Yang           | 2015           |
| Baorangia rufomaculata  | (Both) Raspé & Vadthanarat            | 2019           |